# Великий Татош
Великий Тато́ш (рос. Большой Татош) — присілок у складі Молчановського району Томської області, Росія. Входить до складу Тунгусовського сільського поселення.
Стара назва — Татош.

## Населення
Населення — 60 осіб (2010; 70 у 2002).
Національний склад (станом на 2002 рік):
- росіяни — 96 %